# Трабекулярная сеть

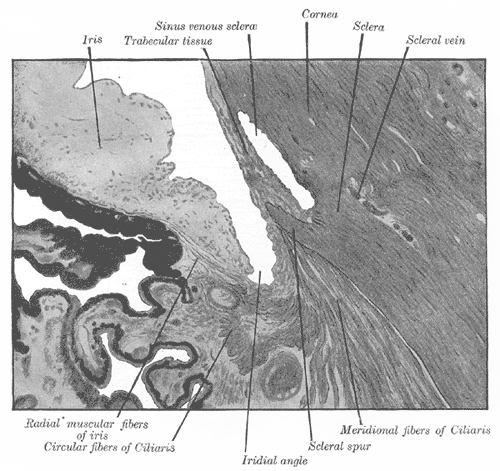
Строение угла передней камеры глаза

Трабекулярная сеть (лат. Pectinatum anguli iridocornealis) (JNA) — сетчатое соединительное образование, которое соединяет ресничный край радужки с краем задней поверхности роговицы и через которое происходит фильтрация водянистой влаги передней камеры глазного яблока в Шлеммов канал.
Образована из губчатой ткани.
Трабекулярной сети в небольшой степени помогает второй путь оттока — увеосклеральный (5-10 %). Отток по увеосклеральному пути ускоряется при использовании некоторых медикаментов от глаукомы, в частности, простагландинов (например, тафлотан,ксалатан, траватан).

## Строение
Трабекулярная сеть делится на три части с характерно различными ультраструктурами:
- Внутренняя увеальная сеть — расположена ближе к углу передней камеры глаза, образована из тонких тяжелых пластинкок, ориентирована главным образом радиально.
- Корнеосклеральная сеть — содержит большое количество эластина, размещена в виде нескольких слоев тонких, плоских, перфорированных листов. Считается сухожилием цилиарной мышцы[1].
- Юкстаканаликулярная сеть — прилегает непосредственно к каналу Шлемма. Это тонкая соединительнотканная полоска, покрытая одним слоем эпителиальных клеток. По химическому составу богата гликозаминогликанами и гликопротеинами.

## Значение при глаукоме
Глаукома возникает при повышении внутриглазового давления. Может вызываться из-за усиленного образования водянистой влаги или её замедленного всасывания. Трабекулярная сеть отводит основную часть водянистой влаги.
При глаукоме фильтрация влаги происходит через переходную зону десцеметовой мембраны и через трабекулярную сеть в зоне вскрытого Шлеммова канала.